# Annina Faisst
Annina Faisst (* 2000) ist eine Schweizer Unihockeyspielerin, die beim Nationalliga-A-Verein Floorball Riders Dürnten-Bubikon-Rüti unter Vertrag steht.

## Karriere
Faisst debütierte 2018 für die erste Mannschaft der Floorball Riders. 2020 stieg sie mit dem Riders in die Nationalliga A auf.